# スティーブン・ムーア (第3代マウント・ケッシェル伯爵)

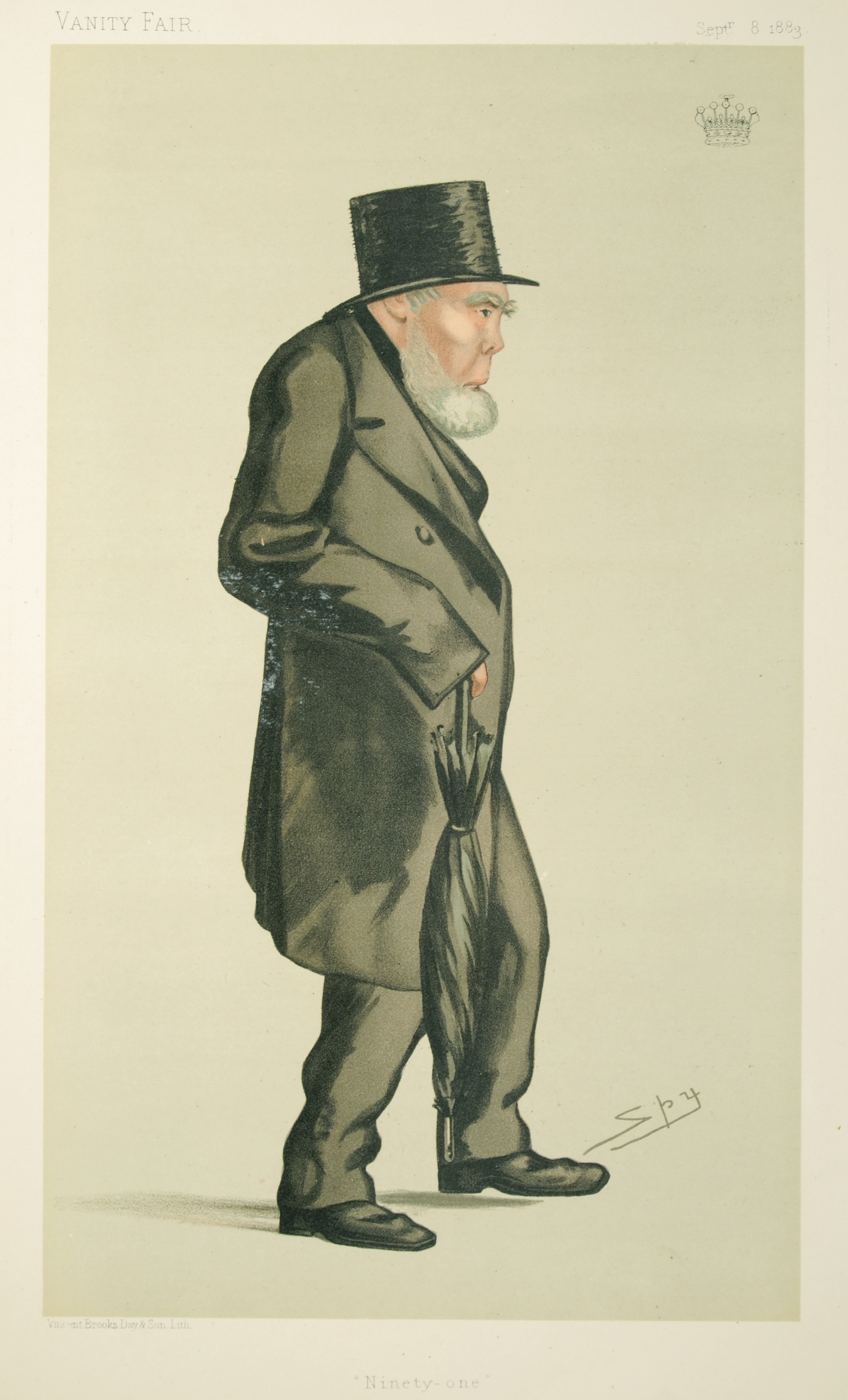
『バニティ・フェア』1883年9月8日号におけるカリカチュア、レスリー・ウォード画。

第3代マウント・ケッシェル伯爵スティーブン・ムーア（Stephen Moore, 3rd Earl Mount Cashell FRS、1792年5月20日 – 1883年10月10日）は、アイルランド貴族。保守党に属し、アイルランド貴族代表議員を務めた。
1822年までキルワース卿の儀礼称号を使用した。

## 生涯
第2代マウント・ケッシェル伯爵スティーブン・ムーアと妻マーガレット・ジェーン（1773年 – 1835年1月29日、第2代キングストン伯爵ロバート・キングの娘）の息子として、1792年5月20日にダブリンのセント・スティーブンス・グリーンで生まれた。1810年12月31日にケンブリッジ大学トリニティ・カレッジに入学、1812年にM.A.の学位を修得した。
1822年10月27日に父が死去すると、マウント・ケッシェル伯爵位を継承した。
1826年7月1日にアイルランド貴族代表議員に当選、1883年に死去するまで務めた。貴族院ではトーリー党（のちの保守党）に属した。
1847年4月22日、王立協会フェローに選出された。
1883年時点でコーク県に5,961エーカー、ティペラリー県に6,383エーカーの領地を所有し、ティペラリー県の6,000エーカーを除くと年収3,725ポンドに相当した。
1883年10月10日にパディントンのオックスフォード・テラス（Oxford Terrace）で死去、息子スティーブンが爵位を継承した。

## 家族
1819年5月31日、アンナ・マリア・ウィス（Anna Maria Wyss、1792年ごろ – 1876年7月4日、サミュエル・ウィスの娘）と結婚、4男5女をもうけた。
- ジェーン（1820年5月14日[5] – 1907年8月8日） - 生涯未婚[6]
- キャロライン・アン（1821年11月19日 – 1824年2月4日[5]）
- ヘレナ・アデレード（1823年8月1日 – ?） - 1849年11月15日、エドワード・ヘンリー・ニューナム（Edward Henry Newenham、1817年8月16日 – 1892年10月25日、ロバート・ニューナムの息子[7]）と結婚[5]、子供あり[6]
- スティーブン（1825年3月11日 – 1889年11月9日） - 第4代マウント・ケッシェル伯爵[1]
- チャールズ・ウィリアム（1826年10月17日 – 1898年2月20日） - 第5代マウント・ケッシェル伯爵[1]
- アンナ・マリア・イザベラ（1828年10月29日 – ?） - 1848年7月27日、リチャード・ポール・ヘーズ・ジョドレル（Richard Paul Hase Jodrell、1818年8月3日 – 1855年11月12日、第2代準男爵サー・リチャード・ポール・ジョドレルの息子）と結婚。1856年4月30日、ジェームズ・ハーバート・フレーム（James Herbert Freme）と再婚[5]
- リチャード・ジェームズ（1830年5月26日 – 1830年6月27日[5]）
- ジョージ・フランシス（1832年4月19日 – 1881年1月24日） - 1865年8月15日、ジェーン・ダンス（Jane Dance、1868年7月13日没、ジョージ・マナリング・ダンスの娘）と結婚[6]
- キャサリン・ルイーザ（1833年11月27日 – 1886年5月18日） - 1858年8月10日、リチャード・スプレッド・モーガン（Richard Spread Morgan）と結婚[5]、子供あり[6]